# Taller de Atenas 706

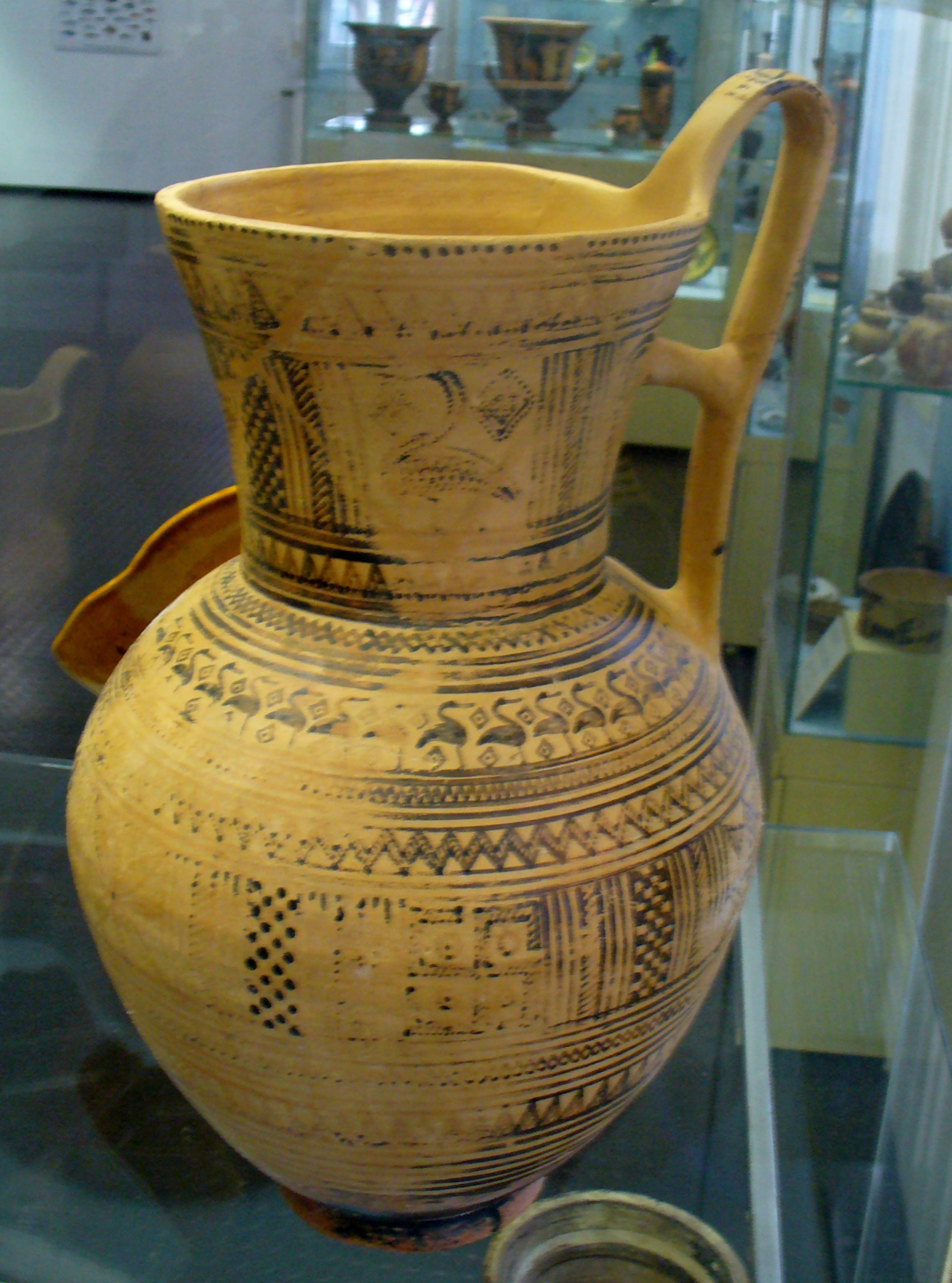
Jarra de cerámica geométrica tardía ática probablemente del taller de Atenas 706, c. 735-720 a. C. Estilo de aves acuáticas en el cuello, hombro y bajo el asa. Colección de antigüedades de la Universidad de Giessen.

El Taller de Atenas 706 se describe como un taller de alfarería geométrica ática, que se ha datado en el último tercio del siglo VIII a. C.
El taller de Atenas 706 está en la transición de la fase geométrica tardía del SG-I al SG-II. El taller producía principalmente jarras y ánforas de cuerpo redondeado. Los animales representados parecen hambrientos y degenerados. El adorno de dientes de lobo consistía en pequeños triángulos en la hilera superior, que solo se hacían en incisiones en una fila, en la inferior eran grandes y estaban incisos en cruz.